# Margarita Nelken
Margarita Nelken, född 1894, död 1968, var en spansk författare och politiker (socialist). 
Hon var parlamentariker 1931–1936 och tillsammans med Clara Campoamor och Victoria Kent den första kvinnliga parlamentsledamoten i Spanien. Hon valdes till parlamentet därför att kvinnor hade valbarhet trots att de inte hade rösträtt. Hon motsatte sig kvinnlig rösträtt därför att hon hänvisade till att majoriteten kvinnor var så indoktrinerade i den katolska kyrkans konservativa värderingar att kvinnors rösträtt skulle skapa en konservativ slagsida i politiken. 